# Pensamento realista
O pensamento realista é uma forma de pensamento característico por ser rigorosamente controlado pela realidade externa. Trata-se de forma objetiva de atividade. A rigor, a única atividade a merecer o qualificativo de pensamento.
O pensamento realista foi introduzido por Eugen Bleuler, juntamente com seu oposto, o pensamento autista ou derreísta.